# جينيفر لين (محامية وسياسية)
جينيفر لين ويكستون ولدت يوم 27 مايو 1968  محامية وسياسية أمريكية تعمل كممثلة الولايات المتحدة الامريكية في منطقة الكونجرس العاشرة بفرجينا منذ عام 2019. تقع المنطقة في الجزء الخارجي من شمال فرجينا، وتشمل كل من مقاطعة فوكير، مقاطعة لودن، مقاطعة راباهانوك، وأجزاء من مقاطعة فيرفاكس ومقاطعة برينس وليام، والمدينتين المستقلتين ماناساس وماناساس بارك. عضوة في الحزب الديمقراطي، كانت ويكستون عضوًا في مجلس شيوخ فرجينا من عام 2014 إلى عام 2019، ممثلاً المنطقة الثالثة والثلاثين، والتي تضم أجزاء من مقاطعتي فيرفاكس ولودون.